# Kresowy Ruch Patriotyczny
Kresowy Ruch Patriotyczny – ruch społeczny skupiający 37 działających w Polsce środowisk i organizacji kresowych, utworzony 22 maja 1999 z inicjatywy Jana Niewińskiego. Według Stanisława Srokowskiego związany ideowo, politycznie i personalnie z Polskim Stronnictwem Ludowym, z czym nie zgadza się Zbigniew Lipiński. 
Przewodniczącym Ruchu był do 2014 Jan Niewiński, wiceprzewodniczącym Zbigniew Lipiński (przewodniczący Ligi Narodowej). Członkiem władz Ruchu był do swej śmierci Bohdan Poręba, działał w nim również Jan Engelgard.
Według Zbigniewa Lipińskiego 20 września 2014 przekształcony na zjeździe w Patriotyczny Związek Organizacji Kresowych i Kombatanckich.